# Marshfield (Wisconsin)
Marshfield è una città degli Stati Uniti d'America, situata in Wisconsin, nella Contea di Wood e in parte nella Contea di Marathon.